# Cataquil Patera
La Cataquil Patera è una struttura geologica della superficie di Io.